# スカートガード

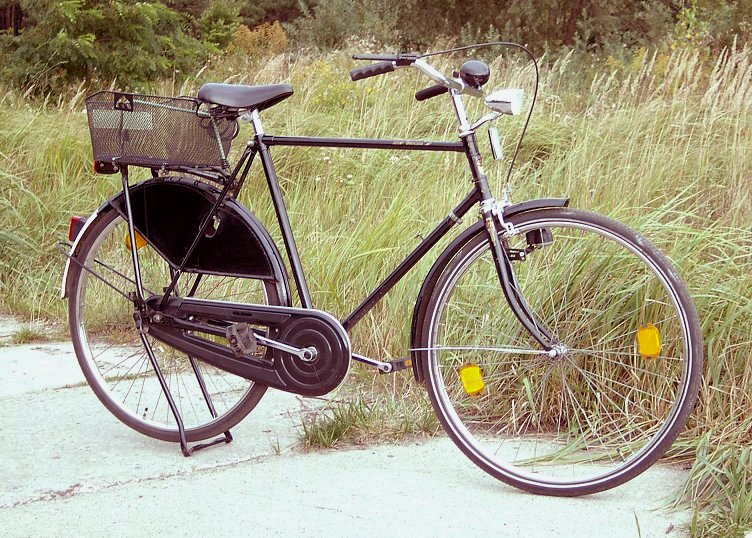
実用車の後輪の上部を覆う大きなプレート。

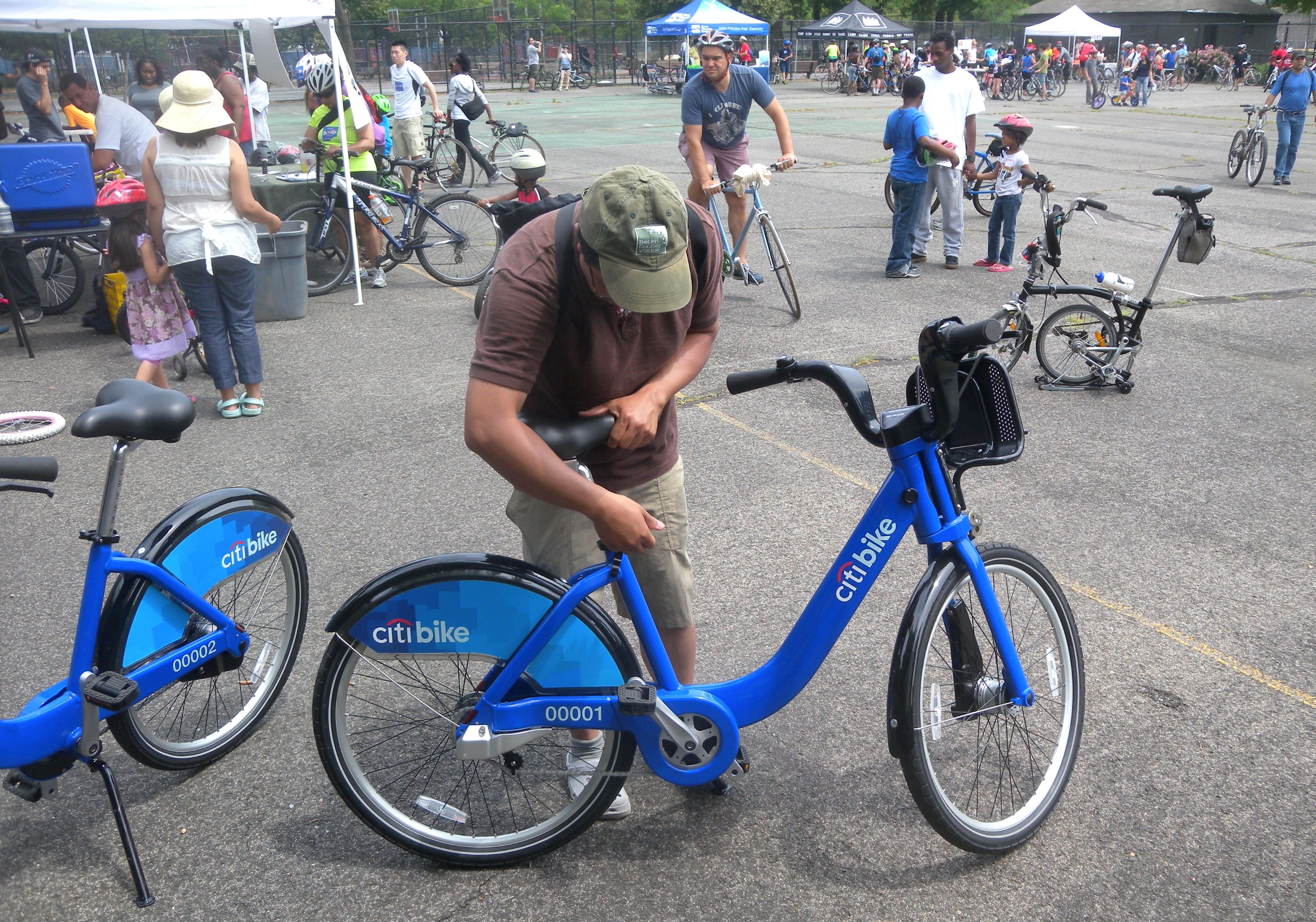
自転車シェアリングの自転車。スカートガードと一部にチェーンガードがついている。

スカートガード（英: Skirt guard）またはドレスガード（英: dress guard）あるいはコートガード（英: coat guard）は、自転車の後輪部分に装着し、スカート、コートまたはその他の衣服や荷物が車輪やリムとブレーキの間の隙間に引っかかるのを防ぐための装置である。
スカートガードは、子供を後部のチャイルドシートを荷台に取り付け座らせている際、子供の足がスポークに巻き込まれるのを防ぐために使用される。